# Canthidium haroldi
Canthidium haroldi là một loài bọ cánh cứng trong họ Bọ hung (Scarabaeidae).